# 歡迎光臨自殺小鎮
《歡迎光臨自殺小鎮》（英語：The Veil）是一部2016年的美國超自然恐怖電影，由菲爾·瓊豪執導，勞勃·班·葛蘭編劇。傑森·布倫透用他的布倫屋製片公司擔任監製。主演是謝茜嘉·艾芭、莉莉·拉貝、雅莉莎·帕拉狄諾、里德·斯科特和湯馬士·珍。本片於2016年1月19日透過自選影像發行，然後於2016年2月2日由環球影業透過家庭媒體格式發行。

## 演員
- 謝茜嘉·艾芭 飾 Maggie Price
- 莉莉·拉貝（英语：Lily Rabe） 飾 Sarah Hope
- 艾薇·喬治（英语：Ivy George） 飾 小Sarah
- 雅莉莎·帕拉狄諾 飾 Karen Sweetzer
- 里德·斯科特 飾 Nick
- 湯馬士·珍 飾 Jim Jacobs
- 夏農·伍德沃德（英语：Shannon Woodward） 飾 Jill
- 傑克·迪斯拉 飾 Christian Price
- Meegan Warner 飾 Ann
- 蘭尼·雅各布森（英语：Lenny Jacobson） 飾 Ed
- 大衛·沙利文（英语：David Sullivan (actor)） 飾 Matt
- Amber Friendly 飾 Sam
- 吉姆·斯托姆 飾 Dan Wheeler
- 凱拉·麥連（英语：Kira McLean） 飾 Lucia Sara的姐妹

## 外部連結
- 互联网电影数据库（IMDb）上《歡迎光臨自殺小鎮》的资料（英文）
- 爛番茄上《歡迎光臨自殺小鎮》的資料（英文）